# 北京印刷学院

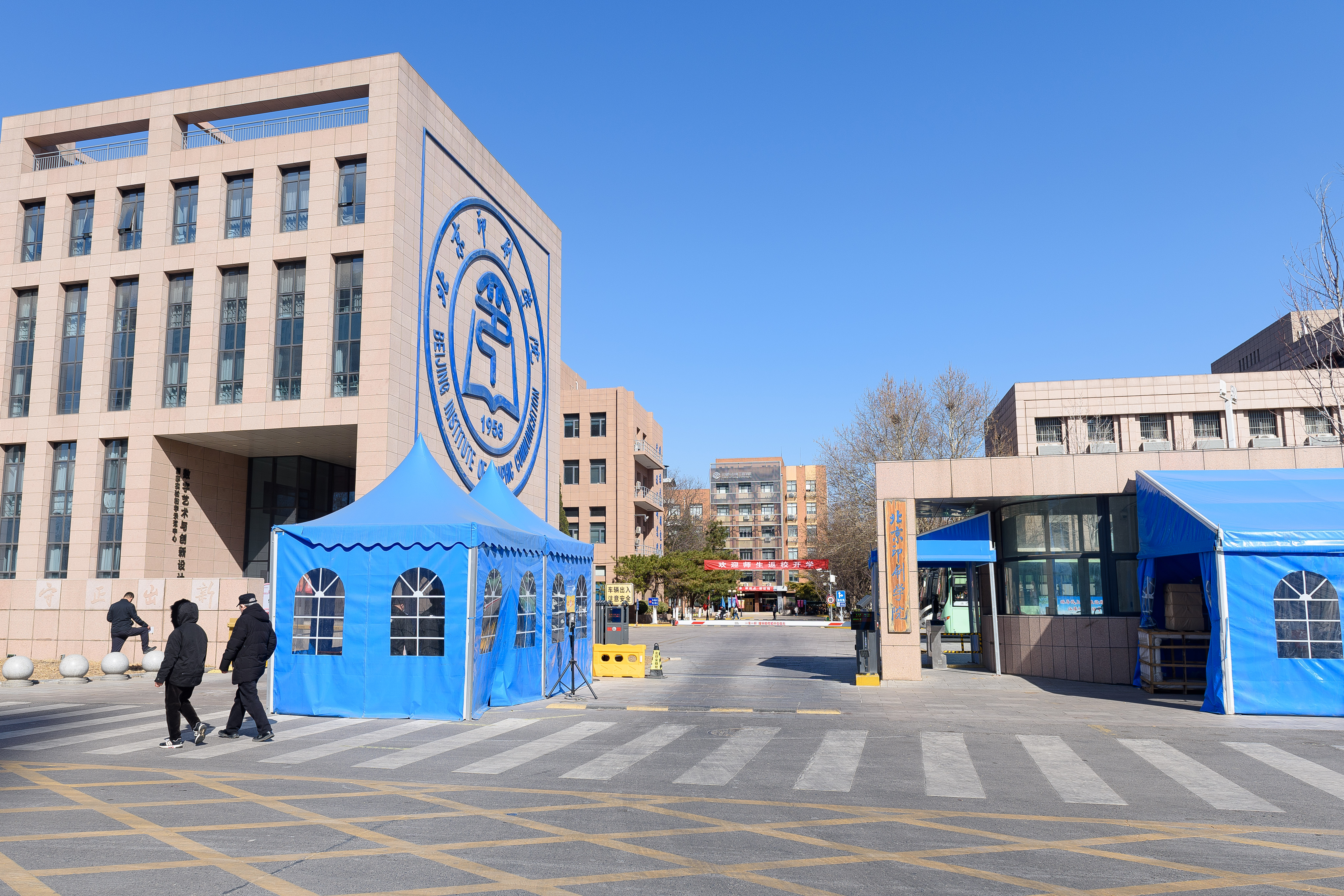
北京印刷学院校门

北京印刷学院由北京市和国家新闻出版署共建，是一所包括工、文、管、艺等多学科门类的全日制高等院校。在校学生7000余名。

## 历史
前身是1958年中华人民共和国文化部创办的文化学院。1961年文化学院停办，其印刷工艺系并入中央工艺美术学院。1978年在中央工艺美术学院印刷工艺系基础上组建北京印刷学院，隶属国家出版事业管理局。2000年，划归北京市。

## 办学宗旨
立足北京、服务首都、面向全国印刷、包装、出版及相关行业。

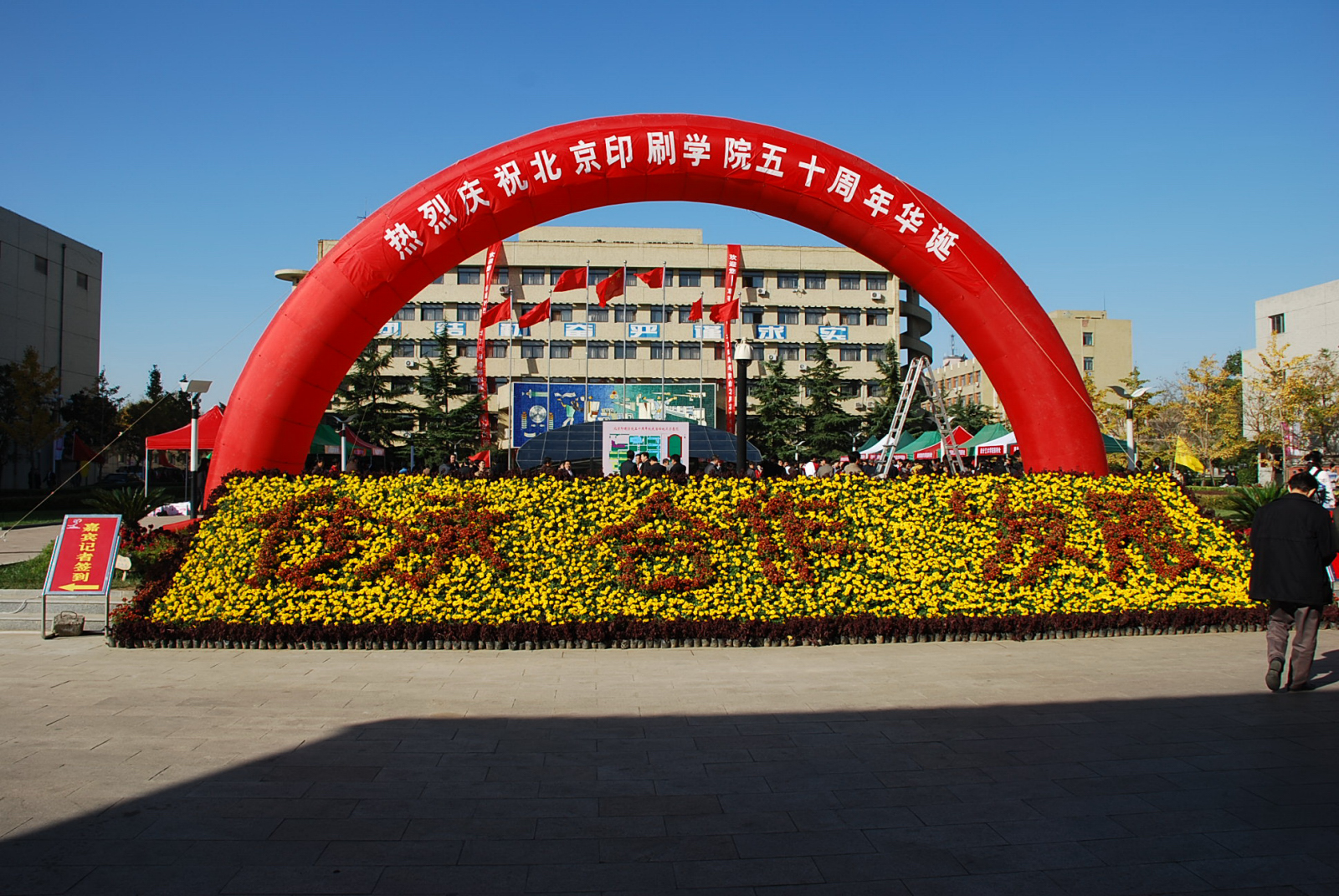
北京印刷学院50周年校庆

## 学院组成
- 印刷与包装工程学院
- 出版学院
- 新闻传播学院
- 设计艺术学院
- 新媒体学院
- 信息工程学院
- 机电工程学院
- 经济管理学院
- 马克思主义学院
- 职业与继续教育学院
- 国际教育学院
- 基础部
- 外语部
- 体育部

## 专业设置
学院设有18个本科专业：
- 印刷工程
- 包装工程
- 高分子材料与工程
- 信息管理与信息系统
- 市场营销
- 电子信息工程
- 计算机科学与技术
- 机械工程及自动化
- 自动化
- 工业设计
- 编辑出版学
- 广告学
- 艺术设计
- 绘画
- 动画
- 英语
- 财务管理
- 文化产业管理

## 博士学位授予权
- 出版专业博士学位

## 硕士学位授予权
- 传播学
- 出版专业硕士
- 材料物理与化学
- 设计艺术学
- 机械电子工程
- 信号与信息处理
- 企业管理学

## 学生社团
学院的学生会建制分为院级和系级。院学生会和系学生会名义上是上下级关系，但是两者之间基本上没有太大的联系。院学生会通过学院学生代表大会差额选举得出。 系学生会通常是系里面内定。
- 广播台
- 话剧团
- 《跨越》杂志社
- 篮球协会
- 足球协会
- 红十字协会
- 书画社
- 舞蹈协会
- 摄影协会
- 合唱团
- 心理学会
- 爱心社
- 网球
- 羽毛球
- 足球
- 跆拳道
- 志愿者协会
- 辩论协会
- 武术协会
- 养生协会

## 北京市级重点实验室（研究基地）
- 印刷包装材料与技术北京市重点实验室
- 北京出版产业与文化研究基地